# Wojemił
Wojemił – staropolskie imię męskie, złożone z członów Woje- ("wojownik") i -mił ("miły"). Oznacza "tego, który jest miły swoim towarzyszom". 